# Pônsul
Der Pônsul (portugiesisch Rio Pônsul) ist ein Fluss in der Mitte Portugals, der zur Gänze durch den Distrikt Castelo Branco fließt. Er entspringt in der Nähe der Gemeinde Penha Garcia, fließt an der Kleinstadt Idanha-a-Nova vorbei und mündet ungefähr einen Kilometer oberhalb der Talsperre Cedillo in den Tejo.

## Talsperren und Stauseen
Flussabwärts gesehen wird der Pônsul durch die folgenden Talsperren aufgestaut:
| Talsperre    | Betreiber | Max. Leistung (MW) | Stausee | Oberfläche (km²) | Volumen (Mio. m³) |
| ------------ | --------- | ------------------ | ------- | ---------------- | ----------------- |
| Penha Garcia |           |                    |         | 0,204            | 1,070             |
| Idanha       |           |                    |         | 6,78             | 78,1              |